# 松井如流
松井如流（まつい じょりゅう、1900年3月31日－1988年1月16日）は、歌人、書家。

## 来歴
秋田県平鹿郡横手町（現・横手市）出身。旧姓は猿田。本名は郁次郎。橋田東聲に師事し、歌誌『覇王樹』に入り、1954年から同誌主宰。吉田苞竹に書を学び、隷書「杜少陵詩」で64年日本藝術院賞受賞。日展理事、大東文化大学教授。

## 年譜
- 1900年（明治33年） 父猿田虎太郎、母クンの二男として、秋田県平鹿郡横手町（現横手市）に生まれる。名は郁次郎。
- 1915年（大正4年）井土霊山編集の雑誌『書道及畫道』を購読し、吉田苞竹の名を知る。日下部鳴鶴らの大同書道会発行の『書勢』を購読し、学書の知識や書壇の動向を学ぶ。
- 1917年（大正6年） 17歳。この頃から「如流」の号を使いはじめる。
- 1920年（大正9年） 20歳。大蔵省普通試験合格。
- 1921年（大正10年） 比田井天来が『学書筌蹄』全20巻の刊行を開始、如流は購読し書を学ぶ。
- 1924年（大正13年） 吉田苞竹が書道雑誌『碑帖大観』を刊行。如流は編集を手伝う。
- 1925年（大正14年） 25歳。橋田東聲に師事し、短歌雑誌『覇王樹』に参加する。松井さだと結婚。以後、松井姓を使いはじめる
- 1928年（昭和3年） 苞竹の『碑帖大観』全50巻の刊行終了。苞竹が新たに月刊『書壇』を発行し、如流もこれに参加。
- 1929年（昭和4年） 第一銀行入社。
- 1930年（昭和5年） 30歳。第一回泰東書道院展に「唐誌五律」を出品。
- 1932年（昭和7年） 第1回東方書道会展に「杜甫 北征詩」と、「臨西狭頌」を出品。
- 1933年（昭和8年） 第2回東方書道会展に「臨張遷碑」を出品し、漢字臨書部で銀牌（最高賞）を受賞し、一挙名が知られるところとなる。
- 1936年（昭和11年） 大日本歌人協会会員となる。
- 1941年（昭和16年） 上田桑鳩 、手島右卿らにより書道界の大同団結が提唱され、書壇再編成により設立された興亜書道連盟の総務ならびに審査員に就任。
- 1945年（昭和20年） 帝国銀行（旧第一銀行）を依願退職。
- 1948年（昭和23年） 日本書道美術院理事となる。第一回全日本書道展（後の毎日書道展）に審査員として参加。
- 1949年（昭和24年） 西川寧主幹、如流編集で書道総合誌『書品』が創刊。
- 1960年（昭和35年） 日展文部大臣賞受賞。
- 1964年（昭和39年） 隷書「杜少陵詩」で日本藝術院賞受賞。
- 1969年（昭和44年） 日展理事となる。
- 1973年（昭和48年） 全日本書道連盟副理事長就任。大東文化大学名誉教授となる。横手市文化功労賞受賞。
- 1975年（昭和50年） 全日本書道連盟顧問となる。
- 1976年（昭和51年） 勲三等瑞宝章受章。
- 1979年（昭和54年） 脳血栓で入院。右半身不随となり、以後約1年間のリハビリテーションに励む。
- 1980年（昭和55年） 入院以来はじめて右手に筆を持って「壽」を書く。
- 1987年（昭和62年） 第19回改組日展に参事として参加、「丹愚」を出品。第54回書壇院展に「山好如佳容」を出品。書壇巨匠ミニ展に「獨醒」出品、これが絶筆となる。
- 1988年（昭和63年） 1月16日、永眠（享年89）。

## 著作
- 行書東坡詩帖 大日本出版社峯文荘 1942 (国民書道講座)
- 書論と書話 大日本出版社峯文莊 1942.11
- 日本百人一詩帖 大日本書道出版 1944
- 杜甫晴詩 五禾書房 1957 (昭和十六人集)
- 条幅扁額の研究（編 二玄社 1958)
- 近代中国の書 二玄社 1960
- 現代書道教室 松井如流 筑摩書房 1971
- 松井如流書法 尚学図書 1976 (現代日本書法集成)
- 書道入門 書のたのしみと基本の技法 大日本図書 1976
- 中国書道史随想 二玄社 1977.10
- 練馬草堂雑筆 覇王樹社編集室 1980.8 (新輯覇王樹叢書)
- 風 歌集 新星書房 1984.12 (新輯覇王樹叢書)
- 松井如流臨書集 巻1-2 西東書房 1986-87 (現代名家臨書範)
- 松井如流短歌選集 六月書房 1988.3 (新輯覇王樹叢書)

## 参考
- 日本人名大辞典
- 『松井如流―書・学一如の生涯―』　「松井如流特別展示」実行委員会、2010